# Cerithiella metula
Cerithiella metula är en snäckart som först beskrevs av Sven Lovén 1846.
Enligt Catalogue of Life ingår Cerithiella metula i släktet Cerithiella och familjen Cerithiidae, men enligt Dyntaxa är tillhörigheten istället släktet Cerithiella och familjen Cerithiopsidae. Enligt den svenska rödlistan är arten sårbar i Sverige. Arten förekommer i Götaland. Artens livsmiljö är havet. Inga underarter finns listade i Catalogue of Life.

## Bildgalleri

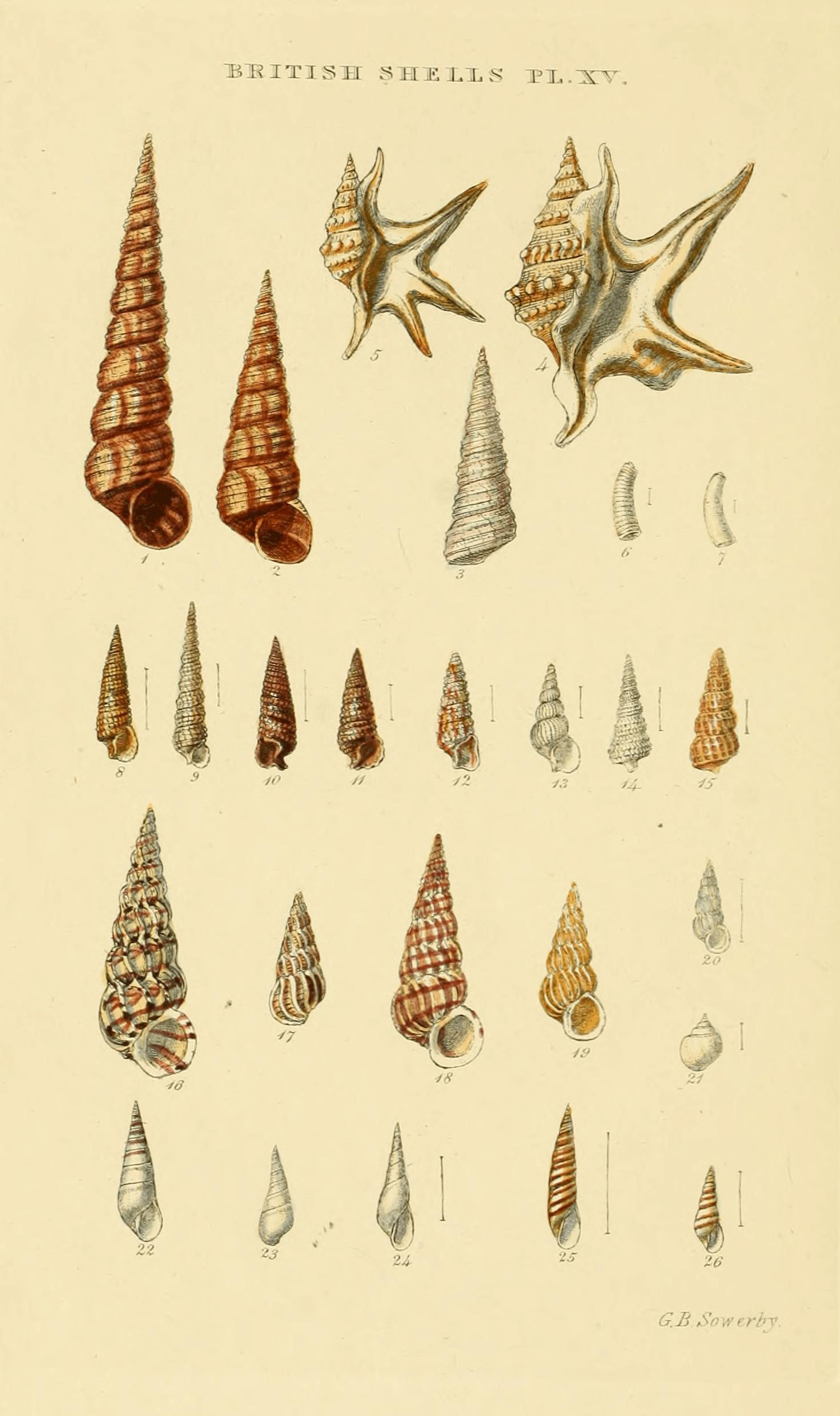